# 톰과 제리 (2021년 영화)
《톰과 제리》(영어: Tom & Jerry)는 2021년 공개된 코미디 실사 애니메이션 영화이다. 애니메이션 《톰과 제리》를 실사화한 작품으로, 애니메이션과 실사 영상을 결합하여 제작되었다. 팀 스토리 감독이 연출했고, 실사 배우로 클로이 그레이스 머레츠, 마이클 페냐, 롭 딜레이니, 콜린 조스트, 정강조이 출연한다.

## 줄거리
톰이 피아노 공연을 하다가 그만 최고급 호텔 앞 쓰레기장으로 쫓겨나고 그곳에 있던 부치는 동물보호소에 갇히다가 제리는 호텔로 이사간다. 그러다가 케일라(클로이 모레츠)는 호텔의 직원으로 일하다가 제리가 나타나서 톰을 시켜 제리를 잡는다. 호텔에서 손님 결혼식이 열릴 때, 제리는 돌아와서 톰과 사이좋게 지내다가 동물 보호소에 갇히다가 테렌스(마이클 페냐)는 톰을 호텔로 데려가서 제리를 없에려고 했지만 호텔은 망가지고, 결국 결혼식이 끝난다. 톰과 제리는 힘을합쳐 케일라의 지시를 듣고 새로운 결혼식장으로 신부를 데려온다.

## 출연진
- 클로이 그레이스 머레츠 - 케일라 역
- 마이클 페냐 - 테런스 역
- 롭 딜레이니 - 듀브로스 역
- 콜린 조스트 - 벤 역
- 켄 정 - 재키 역
- 팔라비 샤르다 - 프리타 역
- 조던 볼저 - 캐머런 역
- 패치 퍼랜 - 조이 역
- 다니엘 아데그보예가 - 개빈 역
- 카밀라 아프웨드슨 - 린다 페리바텀 역
- 크리스티나 청 - 롤라 역
- 스미 드 수자 - 메타 부인 역
- 아제이 차브라 - 메타 역
- 패트릭 폴레티 - 제이콥슨 시니어 역
- 재니스 아헌 - 제이콥슨 부인 역리바텀 역
- 조 벅 - 조 벅 역
- 윌 스팽크 호튼 - 애쉬 역
- 나임 린 - 미트헤드 역

### 목소리
- 윌리엄 해나, 멜 블랭크, 준 포레이, 프랭크 웰커, 카이지 당나라, 안드레 솔리우조 - 톰, 제리 역
- 니키 잼 - 버치 역
- 보비 캐너베일 - 스파이크 역
- 릴 렐 하워리 - 톰의 머릿속 악마 역
- 톤 벨 - 톰의 머릿속 천사 역
- 우카시 암부카 - 부동산 쥐 역
- 팀 스토리 - 비둘기 아나운서 역

### 한국어
- 엄상현 - 톰, 카메론 역
- 소연 - 케일라 역
- 이장원 - 테런스 역
- 장광 - 두브로스 역
- 장미 - 조이 역
- 홍범기 - 재키 역
- 위훈 - 벤 역
- 전진아 - 프리타 역
- 서문석 - 스파이크 역
- 배정미 - 린다 역
- 김선혜 - 제이콥슨 역
- 시영준 - 개빈 역
- 김옥경 - 롤라 역
- 백승철 - 잡호퍼 역
- 김명준 - 톱시 역
- 변영희 - 악마 역
- 정승욱 - 천사 역
- 안용욱 - 부동산 쥐 역

## 우리말 제작진
- 녹음 스튜디오 - 애드원 스튜디오
- 대사연출·번안 - 박원빈
- 번역 - 김혜연
- 감수 - 윤기영